# Рокка-Сан-Кашано
Рокка-Сан-Кашано (итал. Rocca San Casciano) —  коммуна в Италии, располагается в регионе Эмилия-Романья, подчиняется административному центру Форли-Чезена.
Население составляет 2115 человек, плотность населения составляет 42 чел./км². Занимает площадь 50 км². Почтовый индекс — 47017. Телефонный код — 0543.
Покровителем коммуны почитается святой Кассиан из Имолы. Праздник ежегодно празднуется 13 августа.